# Khorata ninhbinh
Khorata ninhbinh is een spinnensoort uit de familie trilspinnen (Pholcidae). De soort komt voor in Vietnam.
De wetenschappelijke naam van de soort werd voor het eerst geldig gepubliceerd in 2024 door Zhang, Li en Yao.
De soort is vernoemd naar de provincie Ninh Bình van de typelocatie.